# Anderson Thompson House
Das Anderson Thompson House, auch als Thompson Schultz House bekannt, ist ein historisches Haus in Indianapolis im US-Bundesstaat Indiana. Es befindet sich an der Shelbyville Road auf Nummer 6551.
Die Architektur des im 19. Jahrhundert errichteten Einfamilienhauses ist in Neugotik gehalten und war Wohnsitz von James Lee Thompson. Das Fundament besteht aus Backstein, die Wände sind holzverschalt. Ein weiterer Baustoff ist Kalkstein. Das Gebäude befindet sich heute in Privatbesitz.
Das Anderson Thompson House wurde am 26. März 1987 vom National Register of Historic Places mit der Nummer 87000502 aufgenommen.